# Hyperschallgeschwindigkeit

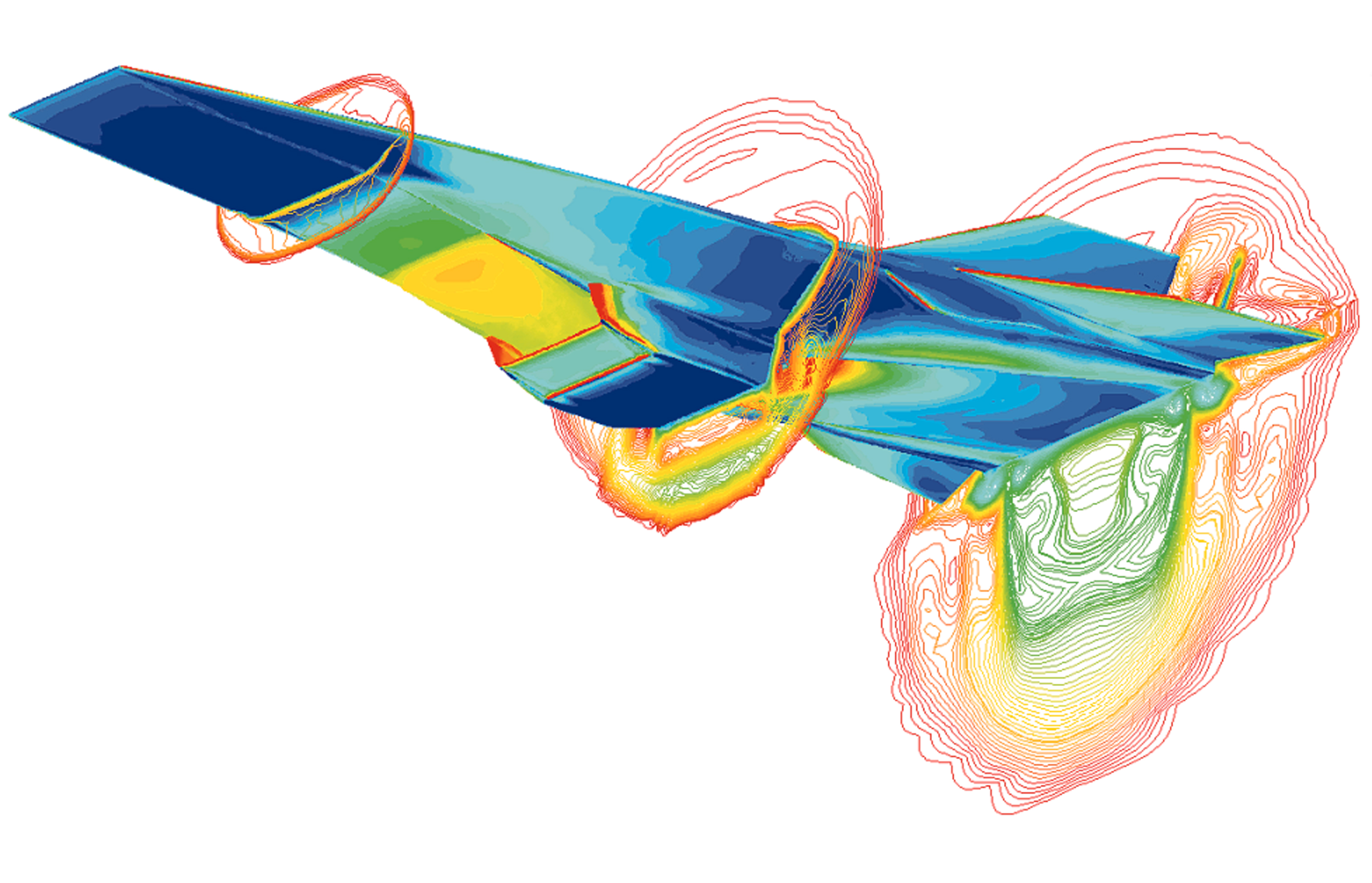
Computersimulation der Strömung um die X-43 bei Mach 7 und laufendem Triebwerk.

Hyperschallgeschwindigkeit oder kurz Hyperschall (griechisch ὑπέρ hyper, deutsch ‚über‘, engl.: hypersonic) bezeichnet in der Luft- und Raumfahrt nach allgemeiner Konvention Überschallgeschwindigkeiten oberhalb der fünffachen Schallgeschwindigkeit (über Mach 5, also höher als 6175 km/h bzw. 1715 m/s in Luft von 20 °C).
Beispiele für Flugobjekte im Hyperschallbereich sind in die Atmosphäre der Erde stürzende Asteroiden, Raumfahrzeuge und Weltraummüll beim Wiedereintritt in die Atmosphäre,  Trägerraketen und andere für solche Geschwindigkeiten konstruierte Flugkörper sowie spezielle Projektile – zum Beispiel die einer Railgun und Hyperschallwaffen.

## Anwendungsfelder
Grundlegend ist der Wärmeschutz bei hohen Geschwindigkeiten beim Wiedereintritt von Flugkörpern in die Atmosphäre. 
Beispiele sind:

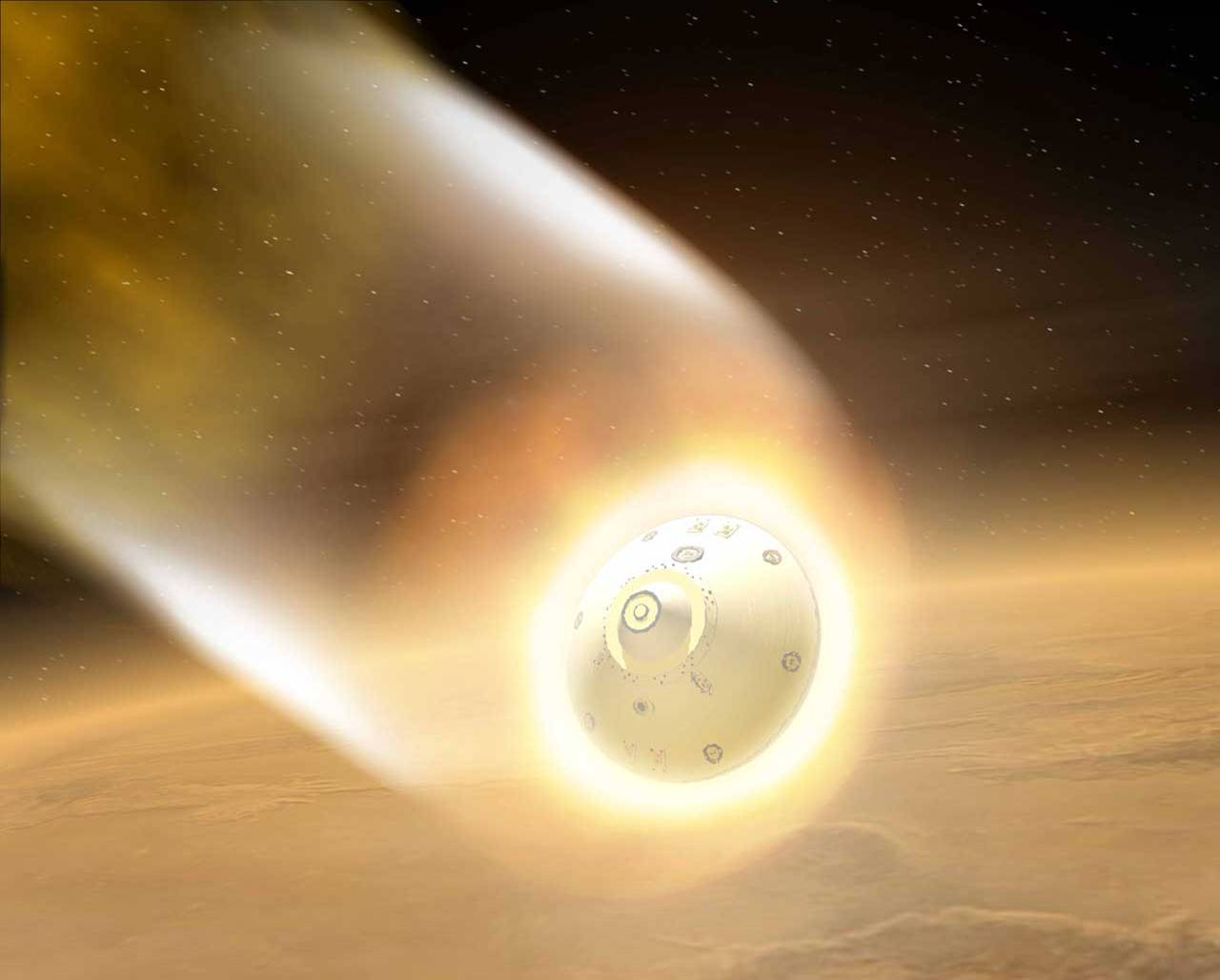
Wiedereintritt der Landekapsel des Mars Exploration Rover, künstlerische Darstellung, 2004

- Das Rückschicken strategischer Aufklärungsfotos aus dem Orbit (Keyhole-Satelliten, ab 1960).
- Die Gestaltung von Nasenspitzen ballistischer Raketen.
- Die Rückkehr von Astronauten nach einem Mondflug.
- Der Abwurf einer Instrumentenplattform über Jupiter.

Kategorien konkreter Planungen und Anwendungen:
- Hyperschallprojektile einer Railgun, wie sie im Zusammenhang mit dem Rüstungsprojekt SDI vorgeschlagen wurden.
- Raumtransportsysteme, die im Zusammenhang mit der Entwicklung des Space Shuttles diskutiert wurden, insbesondere die Rückkehrphase.
- Hyperschall-Gleiter, die von einer Rakete in große Höhe gebracht und von dort mit Hyperschallgeschwindigkeit ins Ziel gesteuert werden.

Zum Vergleich der Geschwindigkeit:
- Die Projektile von Schusswaffen erreichen meist keine Hyperschallgeschwindigkeit.
- die Mündungsgeschwindigkeit des APFSDS-Geschosses DM53, das vom Leopard 2 verwendet wird, beträgt bis zu 1.750 m/s, also mehr als fünffache Schallgeschwindigkeit.
- Die Orbitalgeschwindigkeit beispielsweise eines Space Shuttles liegt bei circa  7.700 m/s.

## Bereiche der Geschwindigkeit
In der folgenden Tabelle werden die Geschwindigkeitsbereiche mit Mach-Zahlen, Geschwindigkeiten und Beispielen dargestellt.
Zwischen Unter- und Überschall befindet sich ein zusätzlicher Bereich: die transsonische Strömung.
Hier gelten die Navier-Stokes-Gleichungen nicht mehr, da lokal bereits Überschall-Geschwindigkeiten erreicht werden.
Im Überschallbereich reagiert der Luftstrom noch nicht chemisch und der Hitzeaustausch zwischen Luft und Flugkörper kann vernachlässigt werden.
Weiterhin verwendet die NASA die Bereiche "hohe Überschallgeschwindigkeiten" und den Wiedereintritt.
| Bereich                         | (Mach)  | (km/h)        | (m/s)       | Anmerkungen                                                                      | Beispiele für Flugkörper                                                      |
| ------------------------------- | ------- | ------------- | ----------- | -------------------------------------------------------------------------------- | ----------------------------------------------------------------------------- |
| Unterschall                     | 0.0<0,8 | 000<988       | 000<274     | Propeller- oder Strahlflugzeug                                                   | Ju 52 (1932), Airbus A380 (2005)                                              |
| Transsonische Strömung          | 0,8–1,2 | 0.988–1.482   | 274–412     | Bereiche mit Strömungsgeschwindigkeiten im Unter- und Überschallbereich.         | Erste Flugkörper: Me 262 (1942), Bell X-1 (1946).                             |
| Überschall                      | 1,2–5.0 | 1.482–6.174   | 0.412–1.715 | Scharfkantiges Design für Überschallflug, Kompromisse für Unterschallflug nötig. | F-104 Starfighter (1956), BAC/Aérospatiale Concorde (1969).                   |
| Hyperschall                     | 05–10   | 06.174–12.348 | 1.715–3.430 | Material: Nickel oder Titan, kleine Flügel                                       | Großraketen, X-51A Waverider (2010).                                          |
| Hohe Hyperschallgeschwindigkeit | 10–25   | 12.348–30.870 | 3.430–8.575 | Die hohen Temperaturen dominieren. Keine scharfen Kanten, dafür stumpfe Formen.  | Interkontinentalraketen, Hyperschall-Gleiter Awangard (2018, bis zu Mach 27). |
| Wiedereintritt                  | 00>25   | 00.000>30.870 | 0.000>8.575 | Stumpfe Formen                                                                   | Kommandomodul der Apollo-Kapsel (1966), Space Shuttle (1981)                  |

## Forschung
Hyperschall-Forschung untersucht Flüge mit Geschwindigkeiten, bei denen die aerodynamische Erwärmung zum eigentlichen Problem wird; die Grenze liegt bei Mach 5. Eine wichtige Rolle spielen Experimente und hierbei insbesondere entsprechende Windkanäle. Wichtig ist auch das Wissen aus der Strömungsmechanik.
Es gibt zwei Forschungsschwerpunkte:
- Die Materialien für Hyperschallflugkörper müssen auftretende Temperaturen von über 1000 °C aushalten. Die aerodynamischen Eigenschaften der Luft ändern sich bei diesen Temperaturen und bei hohen Geschwindigkeiten.
- Antriebe für solche Flugkörper; hierbei kommen (neben Raketen) insbesondere Überschall-Staustrahltriebwerke (engl.: Scramjet) zum Einsatz.[2] Die Luft wird durch die Geschwindigkeit verdichtet, mit der sie in die Brennkammer gepresst wird. Schaufelräder, wie bei anderen Triebwerken, sind hier überflüssig.

Weitere Themen:
- Untersuchung von Überschalleinläufen: Zuströmung zum Triebwerkseinlauf bei Flugmanövern
- Thermische Belastung von Komponenten: Entwurf von angepassten Radomen
- Flugstabilität und Steuerbarkeit
- Strömungsphysikalische Vorgänge bei Querschubsteuerung
- Störung der Radiokommunikation mit dem Flugkörper durch das entstehende Plasma

### Windkanäle
Zur Erforschung werden Hyperschall-Windkanäle verwendet.
Eine Vorstufe stellte der Überschall-Windkanal in Peenemünde dar. Noch 1944 liefen Vorbereitungen für den Bau eines Hyperschall-Windkanals in Kochel, der nicht mehr begonnen wurde. Die Pläne wurden 1957 als ‘Tunnel A’ in Tullahoma, USA, umgesetzt.
Der aktuell leistungsfähigste deutsche Hyperschall-Windkanal ist der H2K der Abteilung „Über- und Hyperschalltechnologien“ am „Institut für Aerodynamik und Strömungstechnik“ (AS-HYP) des DLR und steht in Köln.

## Militärische Projekte und Flugkörper

### Ältere Projekte

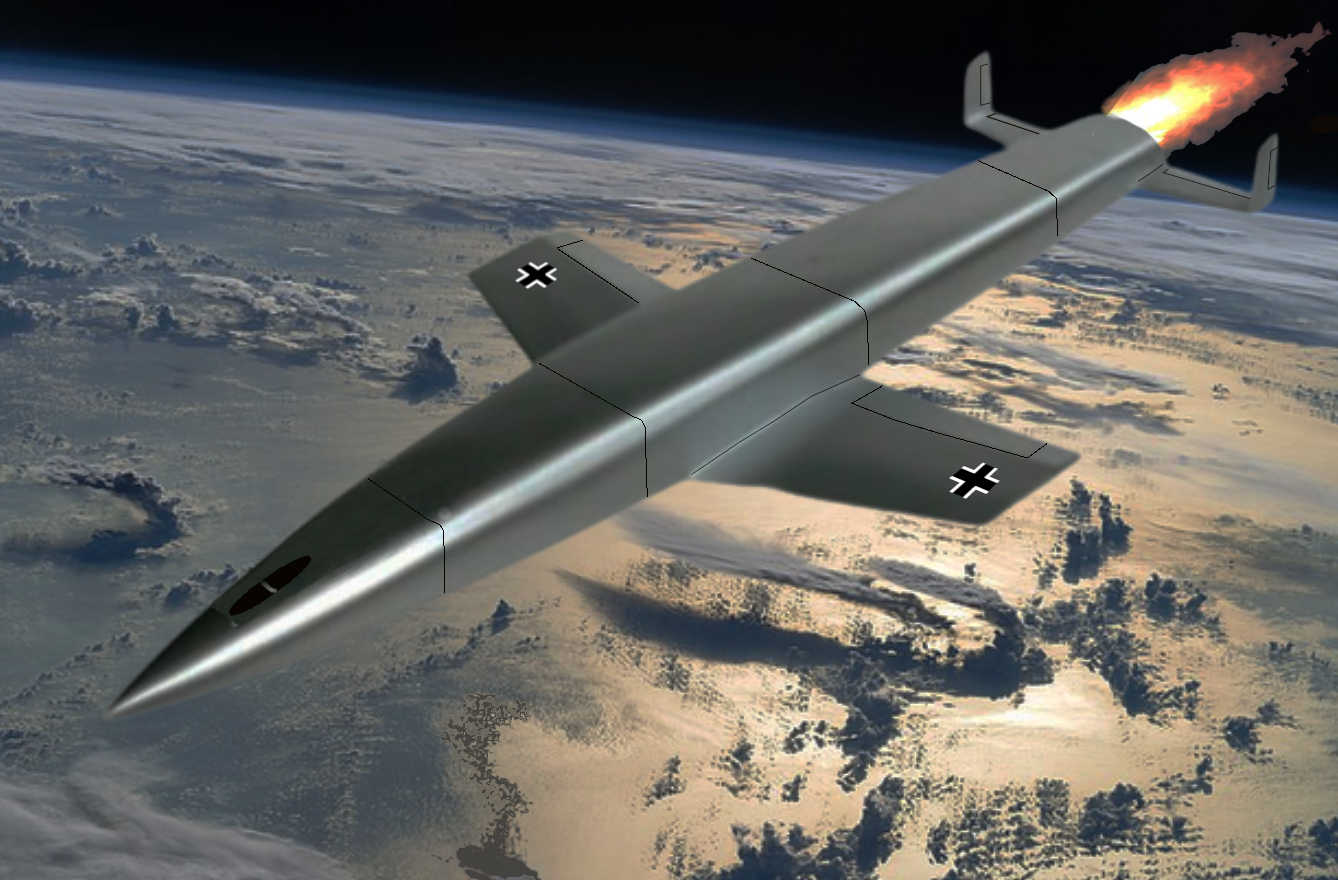
Silbervogel Entwurf eines suborbitalen Bombers von Eugen Sänger und Irene Sänger-Bredt im Dritten Reich (künstlerisch nachempfunden)

In Deutschland in den späten 1930ern wurde von Eugen Sänger und Irene Sänger-Bredt der Silbervogel vorgestellt, das Konzept eines 28 Meter langen, suborbitalen Bombers, der eine Geschwindigkeit von 22.100 km/h erreichen sollte. Nach dem Krieg wurde versucht, hierfür – unter dem neuen Namen antipodal bomber (Antipoden-Bomber) – Interesse in Amerika zu wecken.
1942 wurde in Deutschland mit der Rakete V2 erstmals mit etwa 5.500 km/h die Hyperschallgeschwindigkeit erreicht. Viele grundlegende Fragen zur Hyperschallgeschwindigkeit wurden – ohne dass dieser Name schon verwendet wurde – bereits in der Heeresversuchsanstalt Peenemünde bearbeitet. Auch der erste Hyperschall-Windkanal wurde konzipiert.
In den 60er-Jahren erreichte in den USA das Versuchsflugzeug North American X-15 die Höchstgeschwindigkeit von 7.274 km/h (Mach 6,72).
In den 1960er Jahren entwickelte die USA die Sprint-Rakete. Diese Rakete diente zum Abfangen von Sprengköpfen von Interkontinentalraketen und erreichte bei einer Flugzeit von rund 15 Sekunden eine Geschwindigkeit von rund Mach 10.
In den 1970er Jahren entwickelte die Sowjetunion die 53T6-Rakete zur Raketenabwehr. Diese Abfangrakete erreichte innerhalb von 3–4 Sekunden eine Fluggeschwindigkeit von rund Mach 16.

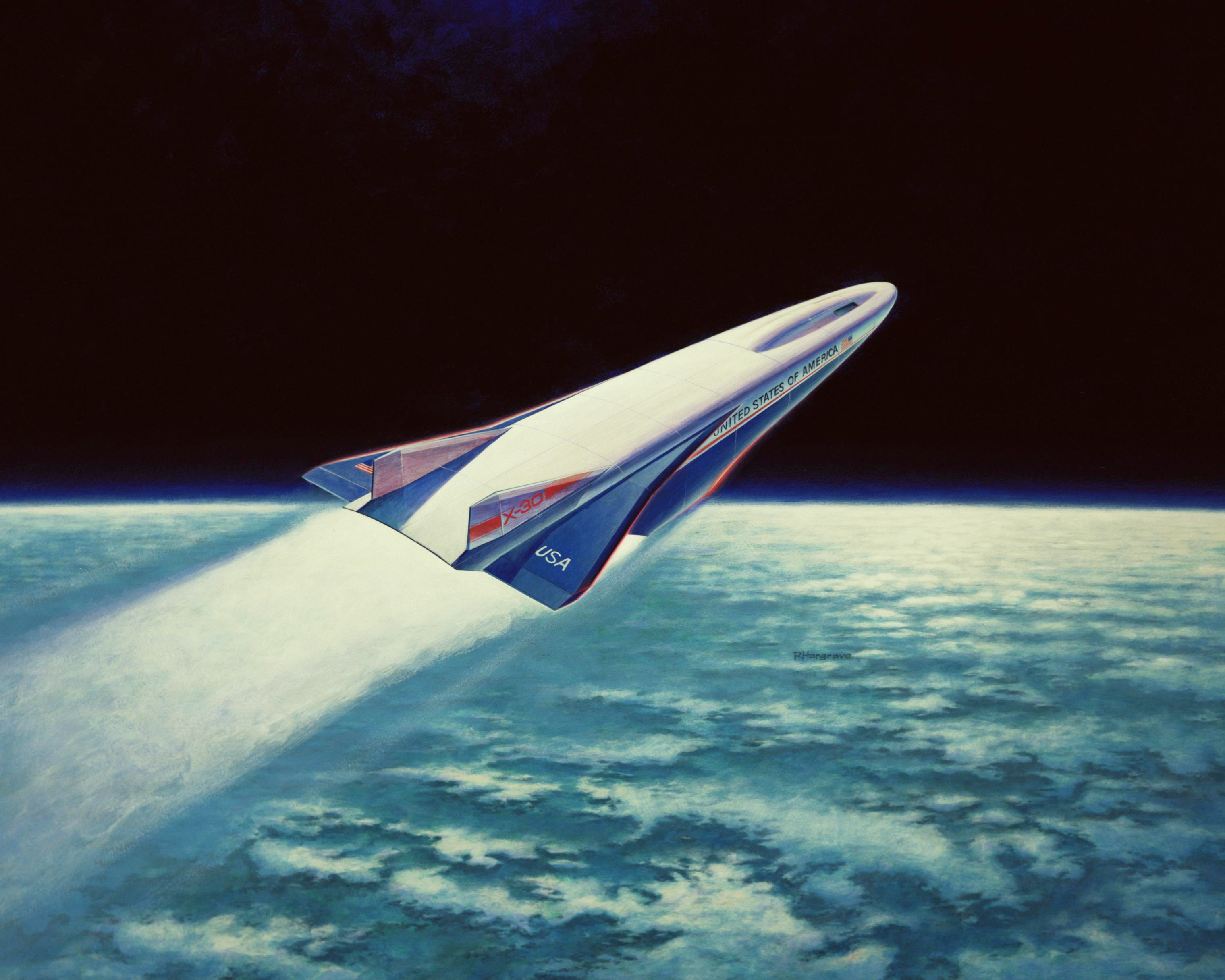
Zeichnung einer X-30 in hoher Atmosphäre, 1990

Die 1983 von den USA offiziell verkündete Rüstungsinitiative SDI gab den Anstoß zu neuen Entwicklungen:
- Mit der Rockwell X-30 begannen 1982 in den USA Planungen zu einem luftatmenden Raumtransporter und insbesondere zu seinem Triebwerk.
- In der Sowjetunion begann 1986 die Planung des Hyperschall-Bombers Tu-2000, die 1992 endete. Im Anschluss wurde in Russland das Nachfolgeprojekt Tupolew PAK-DA verfolgt.
- Der erste Hyperschallflug mit einem Staustrahltriebwerk gelang mit dem HFL Cholod im November 1991 in Russland.
- 1996 wurde in den USA das Projekt X-33 vergeben, ein verkleinerter unbemannter Prototyp eines Space-Shuttle-Nachfolgers; es wurde 2001 beendet.
- Ende der 1990er Jahre entwickelte das Lawrence Livermore National Laboratory das Konzept HyperSoar eines Aufklärungs- und Kampfflugzeugs.
- 2004 erreichte das unbemannte Experimentalflugzeug Boeing X-43A bis zu 9,6-fache Schallgeschwindigkeit.
- 2010/11 wurden erfolglos Testflüge mit der Falcon HTV-2 durchgeführt, die sogar Mach 20 erreichen sollte.

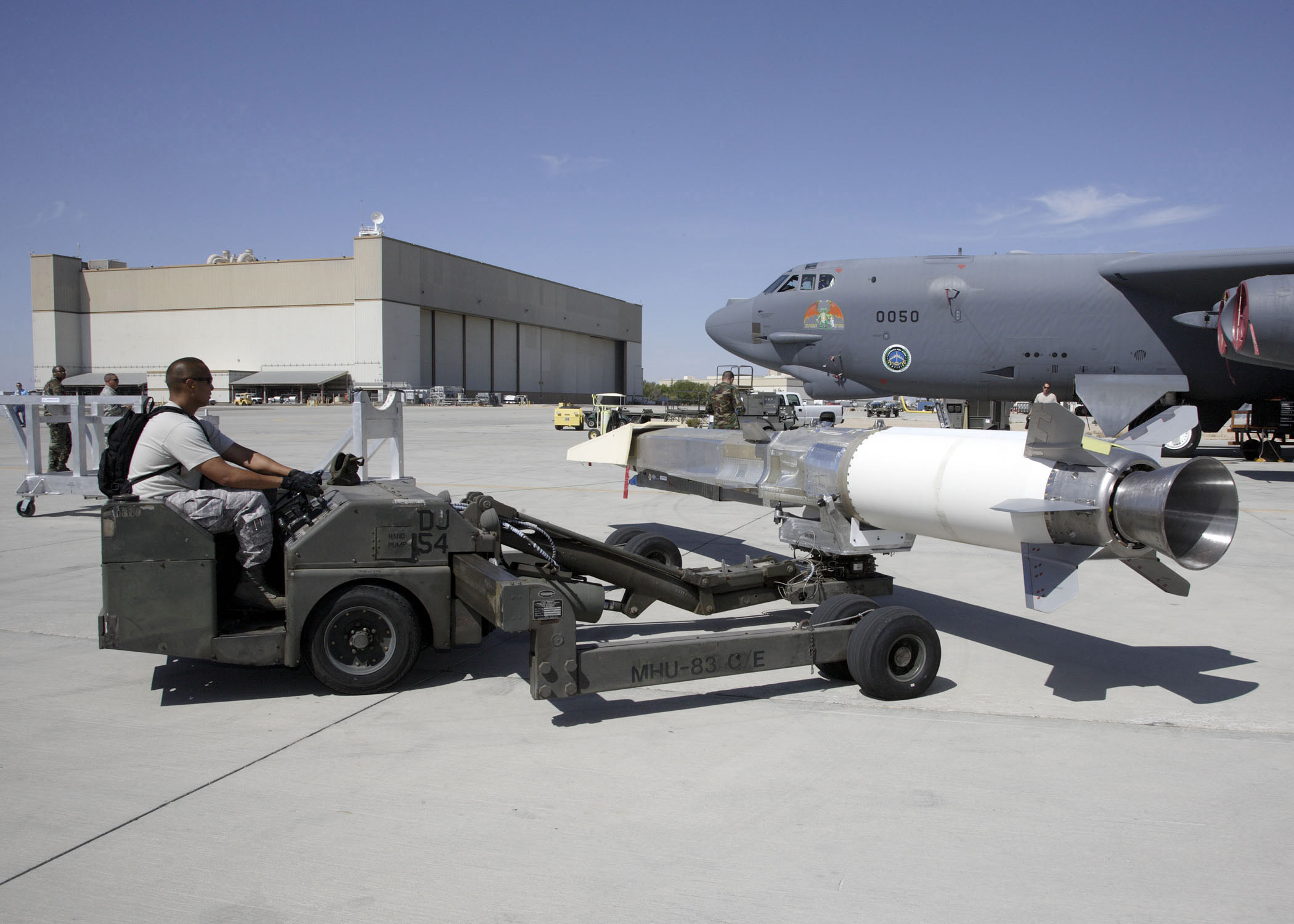
X-51 vor einer B-52, 2009

Im Mai 2010 absolvierte die United States Air Force erstmals einen erfolgreichen Testflug mit einem Hyperschall-Flugkörper. Die Boeing X-51A flog dabei etwa 200 Sekunden lang und erreichte Mach 5. Sie wurde zuvor von einem B-52-Bomber ausgeklinkt. Bei ihrem vierten Testflug am 1. Mai 2013 erreichte sie, nach zwei erlittenen Fehlschlägen, eine Geschwindigkeit von Mach 5,1 und flog in etwas über sechs Minuten rund 426 Kilometer weit.

### Aktuelle Projekte
Zur Bekämpfung von Zielen auf der Erdoberfläche werden heute insbesondere zwei Konzepte verfolgt:
- Gleitflugkörper werden von Boosterraketen auf eine Höhe von rund 100 km und die nötige Geschwindigkeit gebracht. Von diesem Punkt an gleitet der pfeilförmige Flugkörper an sein Ziel auf der Erdoberfläche. Solche Systeme können durch den Einsatz von Interkontinentalraketen als Booster jeden Ort an der Erdoberfläche erreichen und große Waffenlasten tragen. Sie können auf der anderen Seite eine gewisse Mindestgröße nicht unterschreiten und sind auf die relativ großen Startvorrichtungen für die Raketen angewiesen.
- Hyperschall-Marschflugkörper werden von einem Staustrahltriebwerk beschleunigt. Sie sind durch ihre geringere Größe und Masse als Bewaffnung für eine größere Bandbreite von Plattformen, insbesondere Flugzeuge, geeignet, erreichen aber geringere Flugreichweiten und können weniger Waffenlast tragen als Gleitflugkörper. Die niedrigere Flughöhe von rund 30 km macht den Marschflugkörper etwas weniger leicht aufklärbar für Radar.[10]

Hyperschallwaffen dieser Typen werden von verschiedenen Staaten entwickelt oder befinden sich bereits in Einsatzbereitschaft. Russland, China und die USA nehmen dabei führende Rollen in der Entwicklung ein, aber auch in anderen Staaten wie Indien, Frankreich, Japan, Deutschland und Nordkorea wird an solchen Waffen entwickelt.
Die Fortschritte in der Hyperschall-Technik könnten weltweite Angriffe ermöglichen, die die meisten aktuellen Raketenabwehrsysteme überfordern, und ein Wettrüsten bei Hyperschall-Fluggeräten auslösen. Grundsätzlich können jedoch Abwehrsysteme, die auf das Abfangen von Mehrfachsprengköpfen ballistischer Raketen ausgerichtet sind, auch Hyperschallflugkörper erfolgreich bekämpfen. Das gilt beispielsweise für einige kampfwertgesteigerte Varianten des S-300 sowie für weite Teile der S-400-Familie.

## Projekte schneller (ziviler) Interkontinentalflüge
Nachdem das Konzept der Concorde wegen Lärm, Kraftstoffverbrauch und mangelnder Sicherheit gescheitert ist, arbeiten Hersteller an Triebwerken, die mit weniger Treibstoff genügend Schub liefern, und an aerodynamischen Konzepten, die die als Überschallknall bekannten Stoßwellen minimieren.
Die Japan Aerospace Exploration Agency (JAXA) forscht unter der Bezeichnung Hypersonic Passenger Aircraft (dt.: Hyperschall-Passagierflugzeug) an einem Fluggerät, welches Mach 5 erreichen soll und damit von Paris nach Tokio in drei Stunden fliegen würde.
Die Europäische Weltraumorganisation ESA koordinierte das Projekt Long-Term Advanced Propulsion Concepts and Technologies (LAPCAT) mit dem Ziel eines europäischen Hyperschall-Passagierflugzeugs (Reaction Engines A2). In den Jahren 2013–15 lief das Projekt HIKARI zum gleichen Thema.
Am Deutschen Zentrum für Luft- und Raumfahrt wurden im Rahmen der Studie Fast20XX (Future high-Altitude high-Speed Transport) bis 2012 ähnliche Fragen erforscht. Die Ergebnisse flossen in die Konzeption des SpaceLiners des DLR für 50 Passagiere.
Seit 2016 testet eine internationale Forschergruppe in Australien im Rahmen des HiFiRE-Programms die grundlegenden Technologien für Hyperschallflüge.
2018 legte die Chinesische Akademie der Wissenschaften eine Studie zu einem Flugzeug (I) vor, das Mach 7 erreichen soll.
Die US-Firma Boeing stellte 2018 das Konzept eines Flugzeugs für 150 Passagiere vor, das mit 6.200 km/h (Mach 5) in 27.000 m Höhe die Strecke von London nach New York in 2 Stunden bewältigen soll.